# Cal Berenguer de Vilagrasseta
Cal Berenguer de Vilagrasseta és una obra del poble de Vilagrasseta, al municipi de Montoliu de Segarra (Segarra) inclosa a l'Inventari del Patrimoni Arquitectònic de Catalunya.

## Descripció
Habitatge situat fora del nucli del poble, aïllat de qualsevol edificació, vora la carretera Cervera-La Guàrdia Lada. Aquest edifici es presenta de planta rectangular, distribuïda en planta baixa, primer i segon pis, amb coberta exterior a doble vessant.

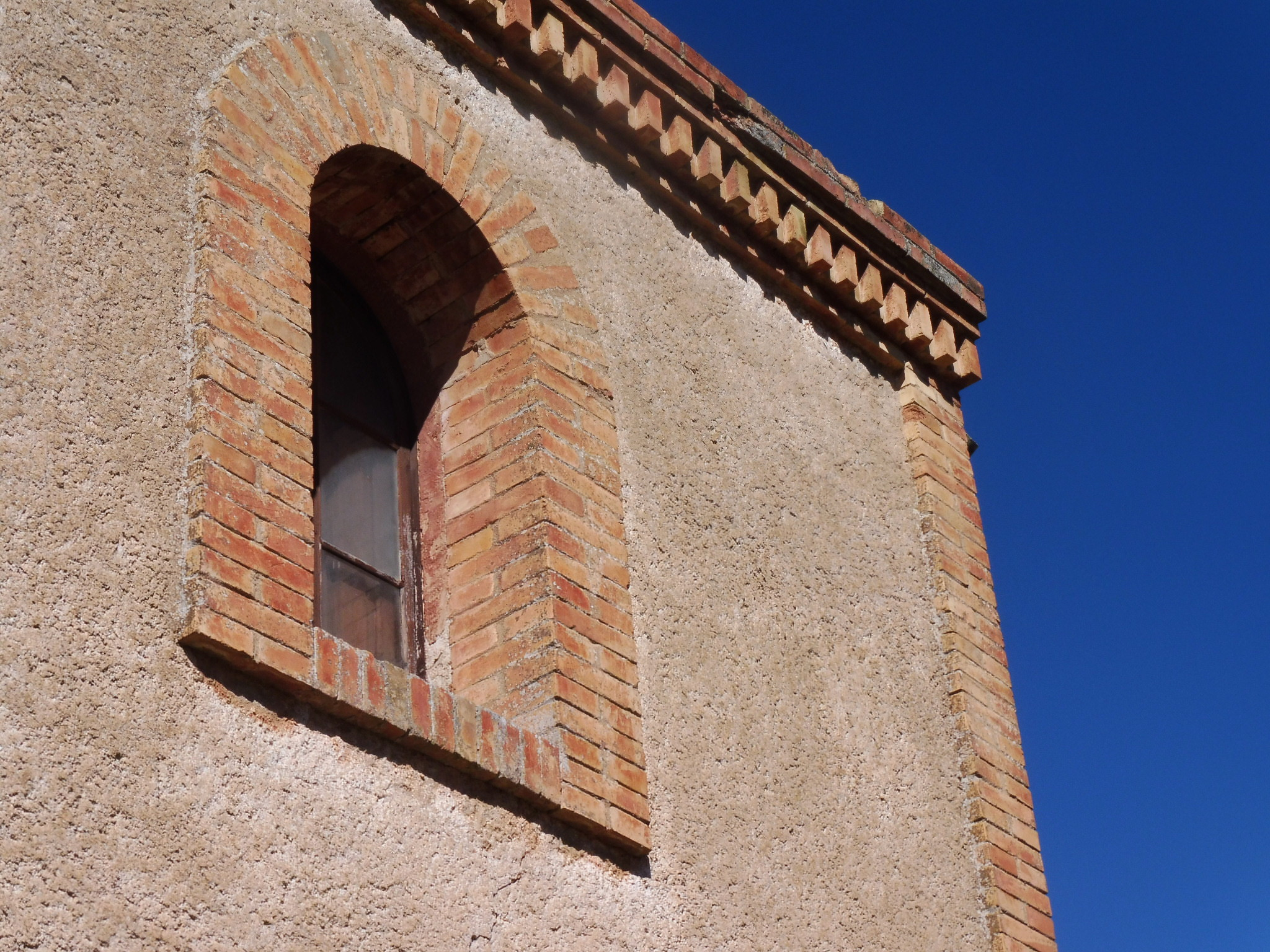
Ràfec de la teulada

 La porta d'accés a l'edifici se situa a un costat de la façana principal, i s'estructura a partir d'un arc de mig punt resseguit per un treball amb maó disposat en cantells. Aquesta estructura i decoració es repeteix en totes les obertures de l'edifici. També disposa, a la seva façana principal, d'una cornisa de separació entre el primer i segon pis realitzada amb cantell de maó; així com, destacant, una altra, sota el ràfec de la coberta de l'edifici, també realitzada amb cantells de maó, L'obra presenta un parament arrebossat, amb decoració de maó, a les cornises i obertures de l'edifici.